# Accumulateur hydraulique
Pour les articles homonymes, voir Accumulateur.
 (août 2017).
Si vous disposez d'ouvrages ou d'articles de référence ou si vous connaissez des sites web de qualité traitant du thème abordé ici, merci de compléter l'article en donnant les références utiles à sa vérifiabilité et en les liant à la section « Notes et références ».

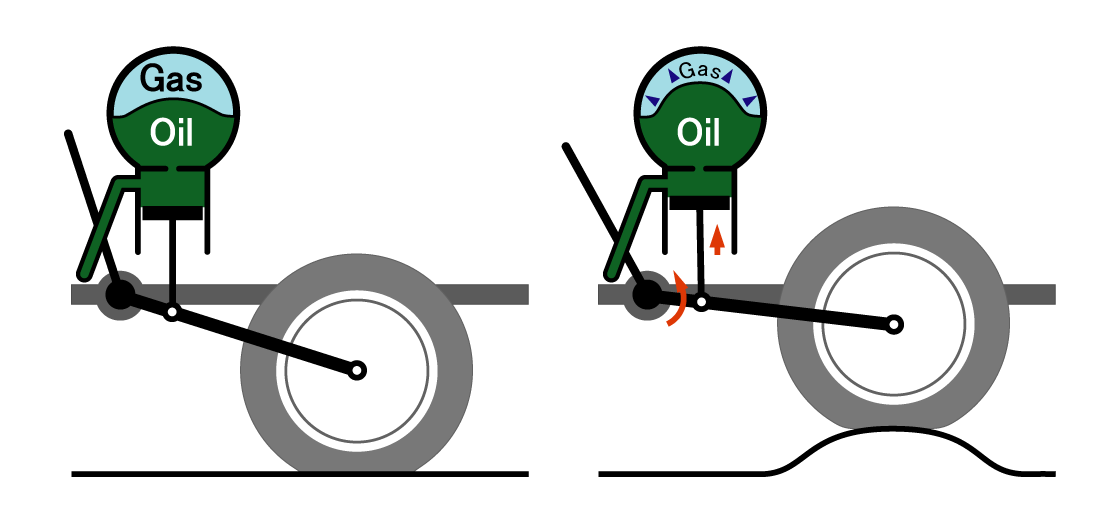
Un schéma de conception d'une suspension hydropneumatique.

Un accumulateur hydraulique, ou accumulateur de pression hydraulique, est un réservoir sous pression de gaz pouvant contenir un volume variable d'un liquide sous pression, utilisé pour fournir un débit important pendant un temps assez court, mais aussi un petit débit, tant qu'il reste de la pression.

## Utilisation
Au XIXe siècle, les accumulateurs servaient à manœuvrer les portes d'écluses, les ponts tournants, l'outillage des ports et des gares de chemin de fer, les machines à agglomérer la houille, les riveuses, emboutisseuses, poinçonneuses, perceuses. L'eau était généralement tenue à l'abri du gel par une chaudière au charbon.

## Description
Un tel appareil est dit accumulateur oléohydraulique lorsqu'il est inclus dans des circuits « hydrauliques » fonctionnant avec de l'huile (spéciale pour l'hydraulique). Le gaz sous pression est alors de l'azote. L'énergie stockée dans un tel appareil est donnée par la formule :
{\displaystyle E=P.V}
avec :
- E : Énergie en joules,
- P : Pression en pascals. La pression est en valeur absolue.
- V : Volume en mètres cubes).

En fonction de l'utilisation, stockage d'énergie ou amortisseur de pulsation, on utilisera les lois de comportement suivantes :
- Isotherme : Les échanges de chaleur sont possibles. Dans ce cas l'accumulateur est utilisé en réserve d'énergie.
- Adiabatique : La décharge et la recharge de l'accumulateur sont rapides et les échanges de chaleur sont difficiles. Dans ce cas, la formule de calcul utilisée, supposant une hypothèse de gaz parfait d'indice adiabatique γ, est :

E = P.Vγ
avec γ = 1,4 pour l'azote.
La séparation entre le gaz et le liquide est réalisée soit par une membrane élastomère soit par un piston. Avec de l'eau, on utilise de l'air comprimé sans séparateur. Il est dans ce cas indispensable de surveiller le niveau dans le réservoir, à cause de la dissolution de l'air dans l'eau.